# فالهيرموسو دي لا فوينتي
بلدية فالهيرموسو دي لا فوينتي (بالإسبانية: Valhermoso de la Fuente)‏، هي إحدى بلديات مقاطعة قونكة إحدى مقاطعات إسبانيا، و التي تقع في منطقة قشتالة لا منتشا وسط البلاد, و المائلة لجهة الشرق من إسبانيا.
يبلغ عدد سكانها 37 نسمة وفقاً لإحصائية سنة (2007).